# Florian Rousseau
Florian Rousseau is een voormalig baanwielrenner uit Frankrijk, gespecialiseerd in de sprintonderdelen. Hij won in 1992 het wereldkampioenschap kilometer voor junioren. Rousseau won de olympische titel op de kilometer tijdens de Olympische spelen van 1996. Op de Spelen van 2000 won hij goud op de keirin en de teamsprint. Op de sprint pakte hij een zilveren plak. 
Rousseau won in totaal tien wereldtitels bij de elite: in 1993 en 1994 op de kilometer, in 1996, 1997 en 1998 op de sprint en in 1997, 1998, 1999, 2000 en 2001 op de teamsprint.

## Palmares
1992
- Wereldkampioenschap 1 km tijdrit, junioren

1993
- Wereldkampioenschap 1 km tijdrit

1994
- Wereldkampioenschap 1 km tijdrit

1995
- Frans kampioenschap sprint
- Wereldkampioenschap 1 km tijdrit
- Wereldkampioenschap teamsprint (met Benoit Vétu en Hervé Robert Thuet)

1996
- Frans kampioenschap sprint
- Wereldkampioenschap sprint
- Wereldkampioenschap teamsprint (met Laurent Gané en Hervé Robert Thuet)
- Olympische Spelen 1 km tijdrit
- 8e Olympische Spelen sprint

1997
- Frans kampioenschap sprint
- Wereldkampioenschap sprint
- Wereldkampioenschap teamsprint (met Vincent Le Quellec en Arnaud Tournant)

1998
- Frans kampioenschap sprint
- Wereldkampioenschap sprint
- Wereldkampioenschap teamsprint (met Vincent Le Quellec en Arnaud Tournant)

1999
- Wereldkampioenschap teamsprint (met Laurent Gané en Arnaud Tournant)
- Wereldkampioenschap sprint

2000
- Frans kampioenschap sprint
- Wereldkampioenschap teamsprint (met Laurent Gané en Arnaud Tournant)
- Olympische Spelen teamsprint (met Laurent Gané en Arnaud Tournant)
- Olympische Spelen keirin
- Olympische Spelen sprint

2001
- Wereldkampioenschap teamsprint (met Laurent Gané en Arnaud Tournant)
- Wereldkampioenschap sprint

2002
- Wereldkampioenschap sprint

1896: Paul Masson ·
1928: Willy Falck Hansen ·
1932: Dunc Gray ·
1936: Arie van Vliet ·
1948: Jacques Dupont ·
1952: Russell Mockridge ·
1956: Leandro Faggin ·
1960: Sante Gaiardoni ·
1964: Patrick Sercu ·
1968: Pierre Trentin ·
1972: Niels Fredborg ·
1976: Klaus-Jürgen Grünke ·
1980: Lothar Thoms ·
1984: Fredy Schmidtke ·
1988: Aleksandr Kiritsjenko ·
1992: José Manuel Moreno Periñan ·
1996: Florian Rousseau ·
2000: Jason Queally ·
2004: Chris Hoy
2000: Florian Rousseau ·
2004: Ryan Bayley ·
2008: Chris Hoy ·
2012: Chris Hoy ·
2016: Jason Kenny ·
2020: Jason Kenny · 
2024: Harrie Lavreysen
2000: Gané, Tournant, Rousseau ·
2004: Wolff, Nimke, Fiedler ·
2008: Staff, Kenny, Hoy ·
2012: Kenny, Hoy, Hindes ·
2016: Hindes, Kenny, Skinner ·
2020: Van den Berg, Büchli, Lavreysen, Hoogland
2024: Van den Berg, Lavreysen, Hoogland